# Wells College

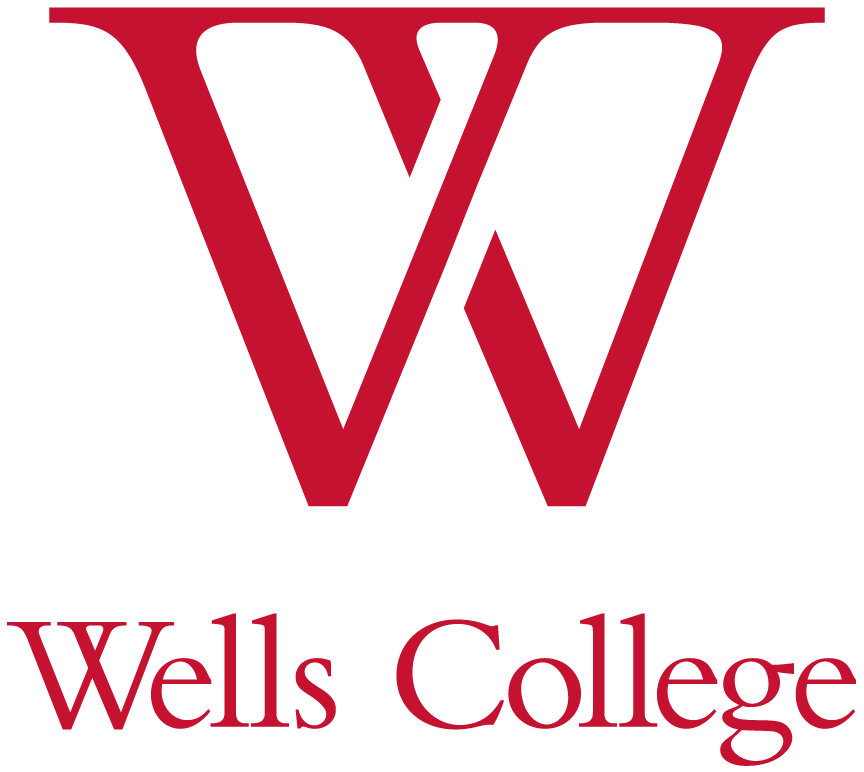
Logotipo da faculdade Wells College em Aurora.

O Wells College é uma faculdade mista de humanidades localizada em Aurora, na margem oriental do lago Cayuga. Foi fundada como uma instituição exclusivamente feminina em 1868 por Henry Wells, fundador da Wells Fargo e da American Express. A instituição é "conhecida por seu mérito excepcional, juntando programas de elevada qualidade acadêmica com uma mensalidade reduzida". Wells tornou-se uma instituição mista (para ambos os sexos) em 2005 (não sem protestos).